# Claudine Bernard
Claudine Bernard (* 2. September 1992) ist eine luxemburgische Fußballspielerin.

## Karriere
Bernard spielt in Wormeldingen für den dort ansässigen FC Koeppchen Wormeldingen. 
In ihrem einzigen A-Länderspiel, das am 27. Oktober 2008 in Marijampolė im Rahmen eines UEFA-Mini-Turniers mit 2:6 gegen die Nationalmannschaft Färöers verloren wurde, wirkte sie als Einwechselspielerin ab der 85. Minute mit.